# Hôpital de la Charité

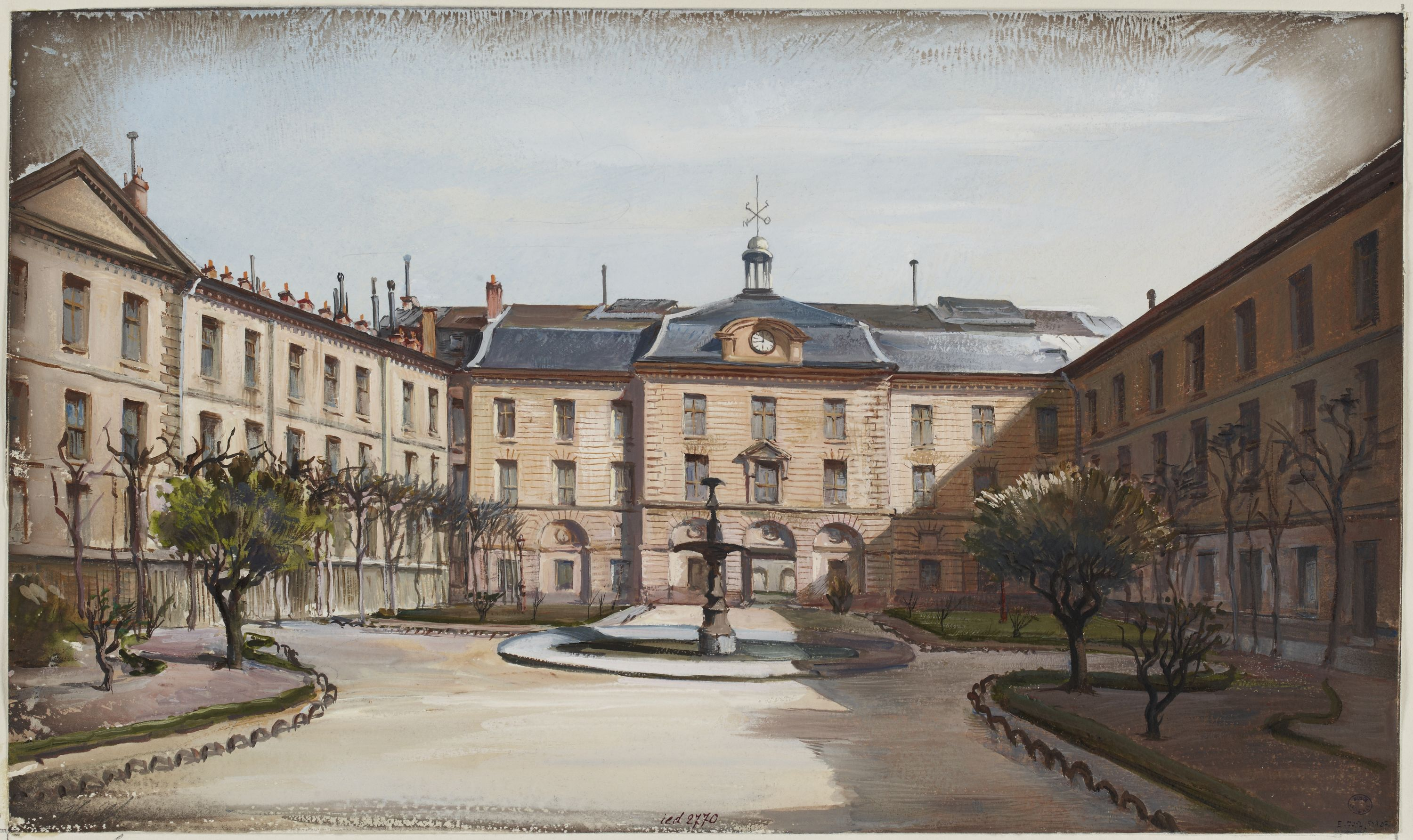
Il cortile centrale

L'Hôpital de la Charité (Ospedale della carità) è stato un ospedale di Parigi, fondato nel XVII secolo e chiuso nel 1935.

## Storia
Nel 1606, Maria de Medici invitò l'ordine Ospedaliero di San Giovanni di Dio in Francia. L'abate di Saint-Germain-des-Prés concesse loro l'uso della sua ex cappella di Saint-Père che fu da loro riparata.
Nel 1613 iniziarono la costruzione di strutture ospedaliere più importanti. La vecchia cappella fu demolita per essere sostituita con una nuova e più grande.
Nell'ospedale morì, in totale indigenza, Amedeo Modigliani nel gennaio del 1920.
Gli edifici originali del Hôpital de la Charité sono stati demoliti intorno al 1935 per far posto alla facoltà di medicina di Parigi.

## Medici che hanno esercitato presso l'Hôpital de la Charité
- Pierre-Jean Burette (1665-1747)
- François Gigot de Lapeyronie (1678-1747)
- François de Lassone (1717-1788)
- Pierre Joseph Desault (1744-1795)
- Jean-Nicolas Corvisart (1755-1821)
- Alexis Boyer (1757-1833)
- René Laennec (1781-1826)
- Pierre Rayer (1793-1867)
- Pierre Adolphe Piorry (1794-1879)
- Alfred Velpeau (1795-1867)
- Jean-Baptiste Bouillaud (1796-1881)
- Casimir Davaine (1812-1882)
- Augusta Dejerine-Klumpke (1859-1927)
- Albert Calmette (1861-1933)
- Georges Guillain (1876-1961)